# UCI America Tour 2024
UCI America Tour 2024 – 20. edycja cyklu wyścigów kolarskich UCI America Tour.
W kalendarzu 20. edycji cyklu America Tour znalazło się 12 wyścigów rozgrywanych między 17 listopada 2023 a 17 listopada 2024.

## Kalendarz
Opracowano na podstawie:
| UCI America Tour 2024    | UCI America Tour 2024 | UCI America Tour 2024                 | UCI America Tour 2024 | UCI America Tour 2024                                  | UCI America Tour 2024                   | UCI America Tour 2024                              | UCI America Tour 2024 |
| Data                     | Państwo               | Wyścig                                | Kat.                  | Zwycięzca                                              | Drugie miejsce                          | Trzecie miejsce                                    |                       |
| ------------------------ | --------------------- | ------------------------------------- | --------------------- | ------------------------------------------------------ | --------------------------------------- | -------------------------------------------------- | --------------------- |
| 17 – 26 listopada 2023   | Gwatemala             | Vuelta a Guatemala                    | 2.2                   | Gerson Toc                                             | Byron Guamá (Movistar-Best PC)          | Stalin Puentestar (Team Saitel)                    |                       |
| 16 – 25 grudnia 2023     | Kostaryka             | Vuelta Ciclista a Costa Rica          | 2.2                   | Juan Diego Alba (Movistar-Best PC)                     | Kevin Rivera (7C-Economy-Lacoinex)      | Sergio Arias (Colono - Bikestation - Kölbi)        |                       |
| 14 – 21 stycznia 2024    | Wenezuela             | Vuelta al Táchira                     | 2.2                   | Jonathan Caicedo (Petrolike)                           | Juan José Ruiz                          | Nelson Camargo (JHS - Grupo Moya)                  |                       |
| 6 – 11 lutego 2024       | Kolumbia              | Tour Colombia                         | 2.1                   | Rodrigo Contreras (NU Colombia)                        | Richard Carapaz (EF Education-EasyPost) | Jonathan Caicedo (Petrolike)                       |                       |
| 5 – 7 kwietnia 2024      | Jamajka               | Jamaica International Cycling Classic | 2.2                   | Wilmar Paredes (Team Medellín)                         | Walter Vargas (Team Medellín)           | Gabriel Mendez (Team CCB Foundation–Sicleri)       |                       |
| 24 – 28 kwietnia 2024    | Stany Zjednoczone     | Tour of the Gila (men)                | 2.2                   | Tyler Stites (Project Echelon Racing)                  | Walter Vargas (Team Medellín)           | Wilmar Paredes (Team Medellín)                     |                       |
| 1 – 5 maja 2024          | Gwatemala             | Vuelta BANTRAB                        | 2.2                   | Jonathan Caicedo (Petrolike)                           | Daniel Méndez Noreña (NU Colombia)      | Javier Jamaica (Team Medellín)                     |                       |
| 19 maj                   | Stany Zjednoczone     | Gran Premio New York City             | 1.2                   | Tibor Del Grosso (Alpecin-Deceuninck Development Team) | Wilmar Paredes (Team Medellín)          | Johannes Adamietz (Lotto Dstny)                    |                       |
| 12 – 16 czerwca 2024     | Kanada                | Tour de Beauce                        | 2.2                   | Josh Burnett (MitoQ-NZ Cycling Project)                | Tyler Stites (Project Echelon Racing)   | Ian Lopez de San Roman (Aevolo)                    |                       |
| 14 – 23 czerwca 2024     | Kolumbia              | Vuelta a Colombia                     | 2.2                   | Rodrigo Contreras (NU Colombia)                        | Diego Camargo (Petrolike)               | Wilson Peña (Team Sistecrédito)                    |                       |
| 6 – 13 października 2024 | Wenezuela             | Vuelta a Venezuela                    | 2.2                   | Walter Vargas (Team Medellín)                          | Javier Jamaica (Team Medellín)          | Luis Mora                                          |                       |
| 11 – 17 listopada 2024   | Ekwador               | Vuelta al Ecuador                     | 2.2                   | Richard Huera (Team Banco Guayaquil-Bianchi)           | Óscar Sevilla (Team Medellín)           | Nicolás Paredes (Arroz Zulia-Ángeles Hernández-JB) |                       |